# 영양 용화리 삼층석탑
영양 용화리 삼층석탑(英陽 龍化里 三層石塔)은 대한민국 경상북도 영양군 용화리에 있는 삼층석탑이다. 1972년 12월 29일 경상북도의 유형문화재 제8호로 지정되었다.

## 역사와 현황
통일신라 후기에 세운 것으로 보인다. 1985년 해체, 복원되었다. 용화리 삼층석탑은 주변으로 철제 팬스가 둘러져 있다. 석탑 상륜부는 소실된 상태이다. 하부 균열이 있으며 표면이 마모되어 가고 있으며 잡초나 이끼의 영향을 받아 그 속도를 더하고 있어서 보존 처리가 필요한 상황이다.

## 세부 특징
영양군 최북단인 일월산 남쪽 기슭에 있는 높이 3.41m의 3층석탑이다. 전체적으로 각 부재들의 비례와 균형이 잘 맞아 안정감이 느껴지며, 2층 기단(基壇)에 3층의 탑신(塔身)을 올린 모습이다. 기단의 맨 윗돌 일부분이 깨지고, 꼭대기의 머리장식이 없어졌지만 다른 부재들은 비교적 잘 남아 있다.
기단석은 4개의 판석(板石)을 세워 조립했으며 초층 이상의 각 부재는 단석(斷石)이다. 하층기단의 면석과 상층기단의 면석은 1개씩이고 모두 중앙에 탱주 1개를 새겼으며, 두 끝에 모기둥을 세워놓았다. 하층기단은 넓고 나지막하며, 상층기단은 탑에 비해 좁고 작다. 지대석 높이는 26㎝, 하층기단 1변의 길이가 2.12m이며, 상대갑석은 모서리가 일부 깨져 있다.
탑신의 몸돌에는 기둥모양이 조각되어 있다. 지붕돌은 밑면의 받침이 1층과 2층은 4단, 3층은 3단이며, 네 귀퉁이가 살짝 들려있다. 삼층석탑의 체감률에 비하여 상층기단의 크기가 작고 옥개석이 중후한데, 옥개 하면에는 낙수구(落水溝)가 마련되었다. 옥개석 윗면에는 1단의 괴임을 각출하였다.

## 사진

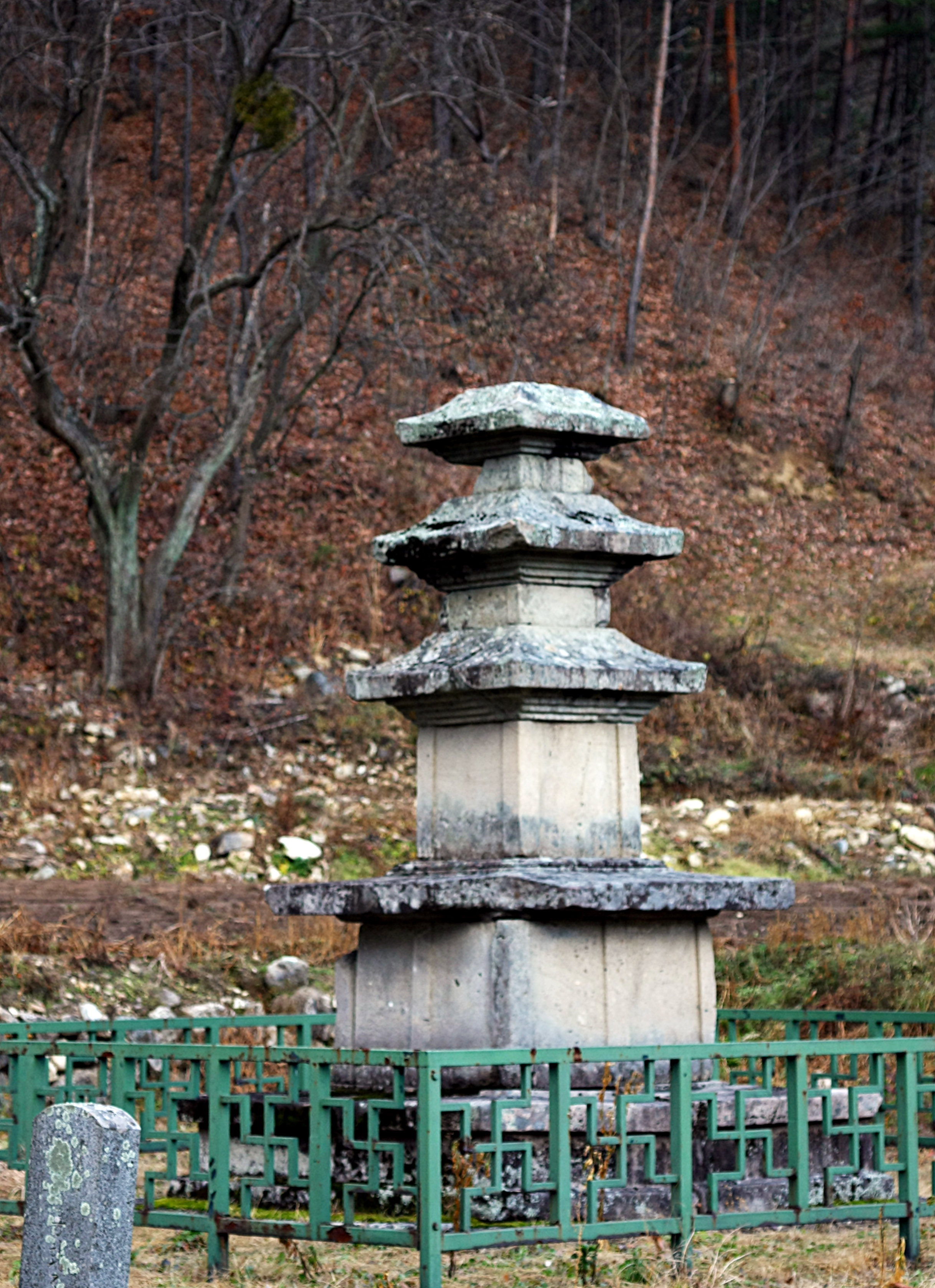
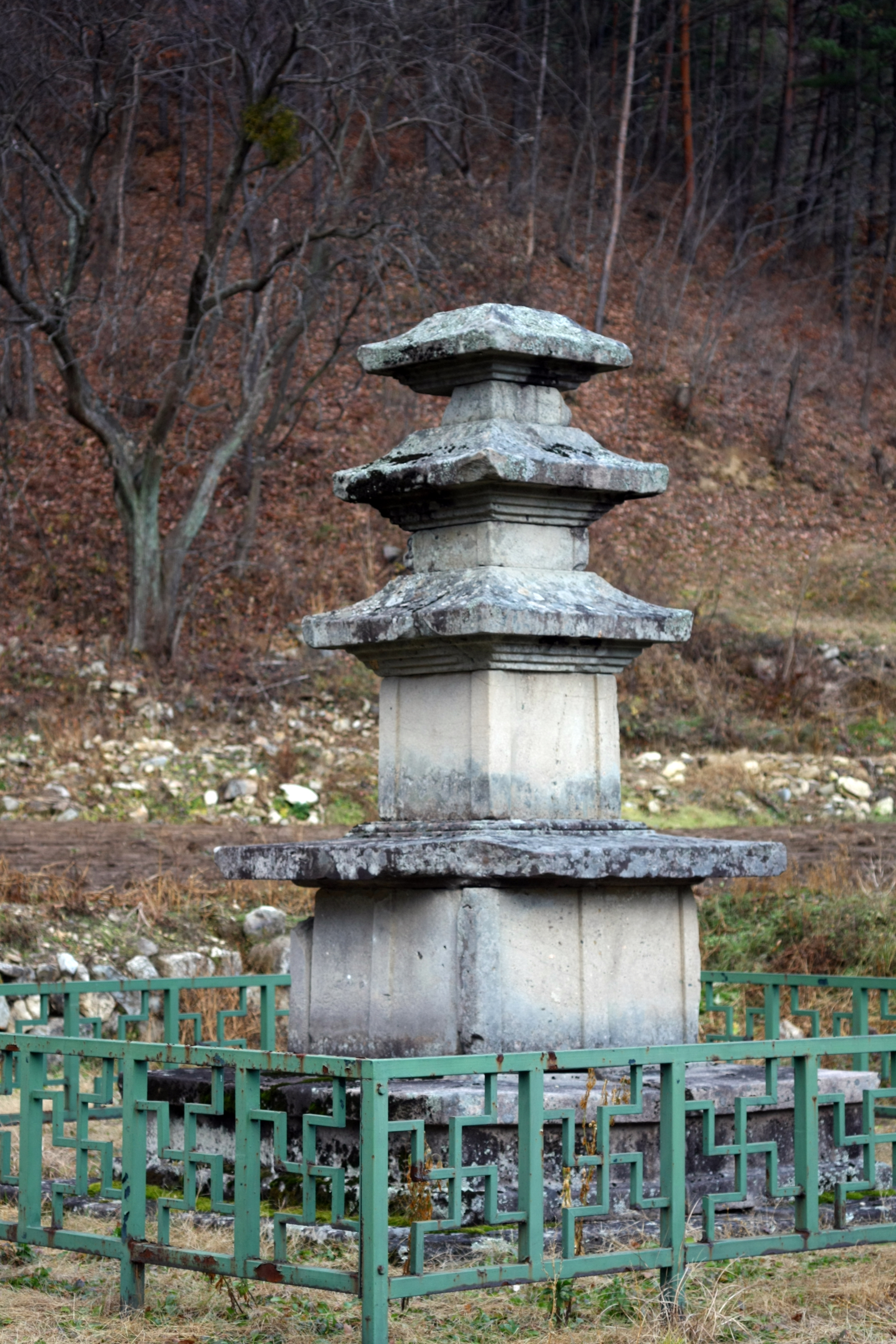
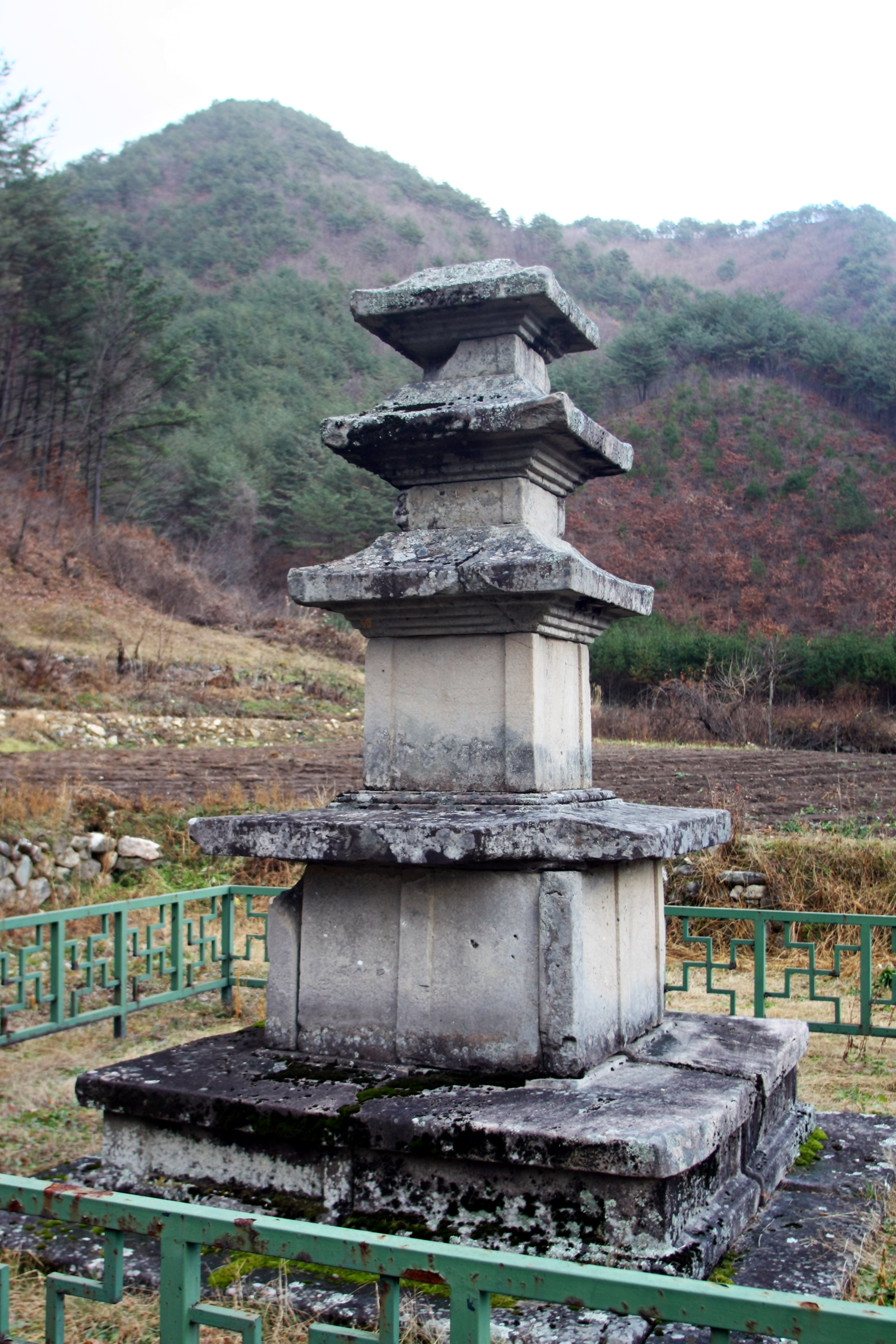
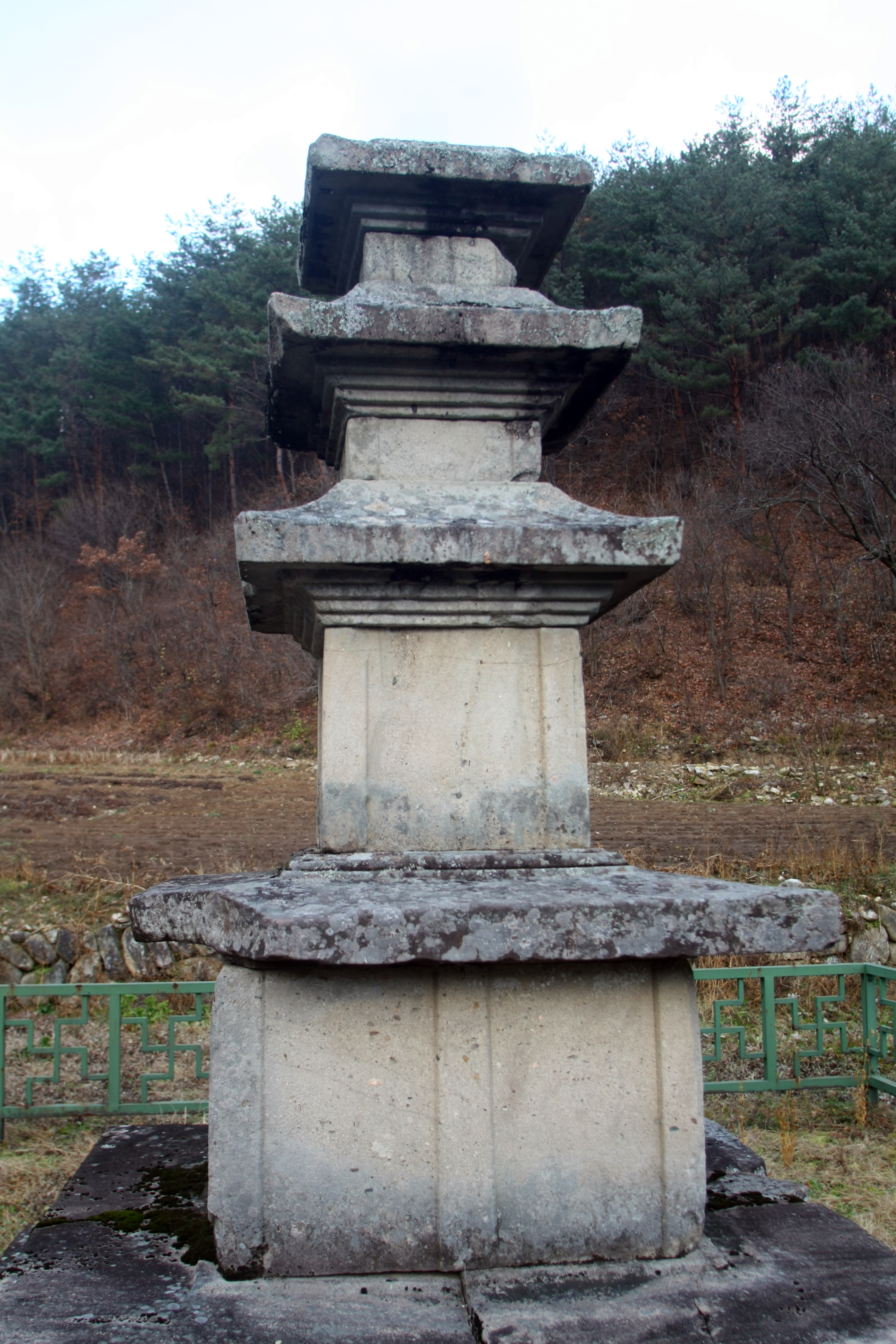
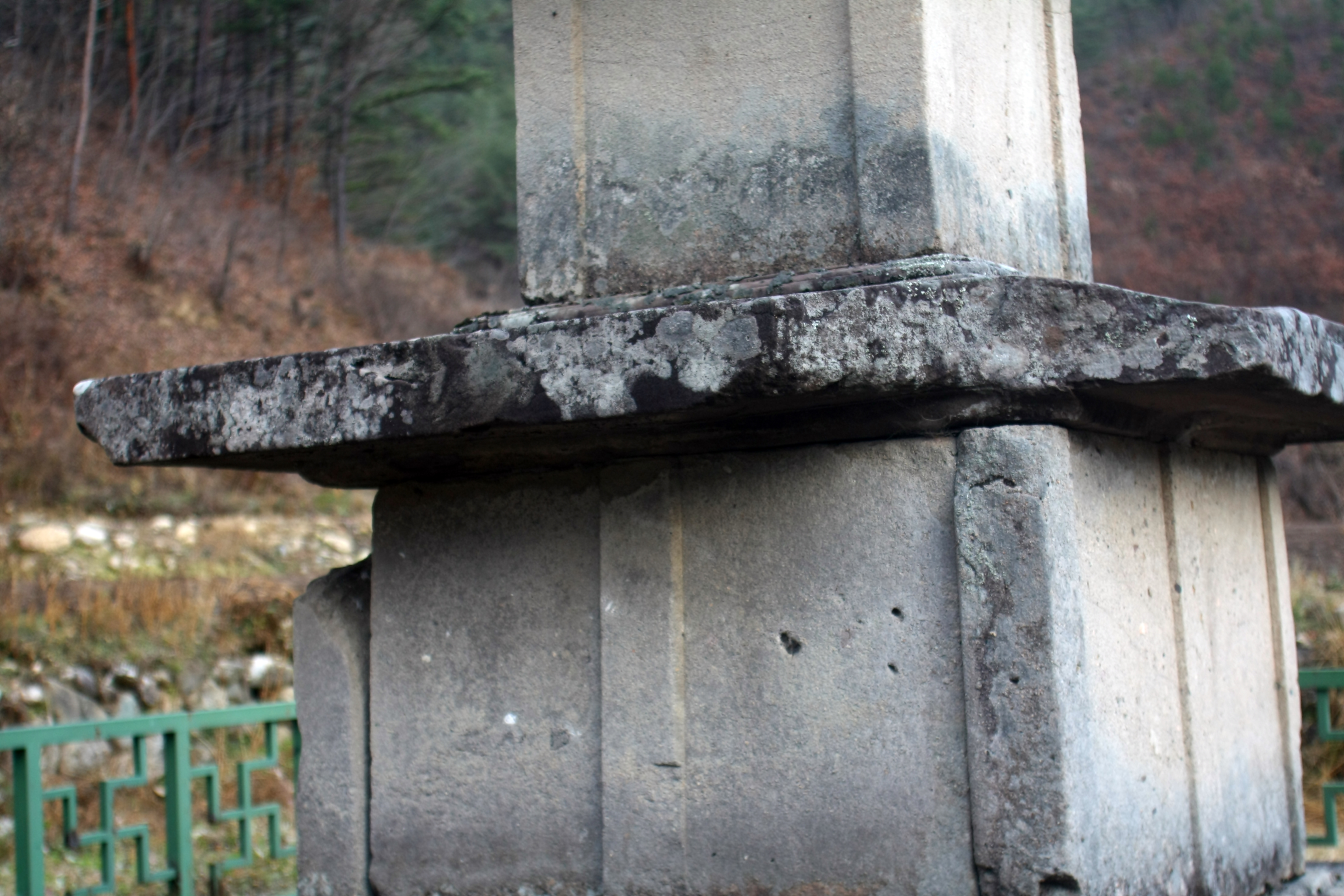
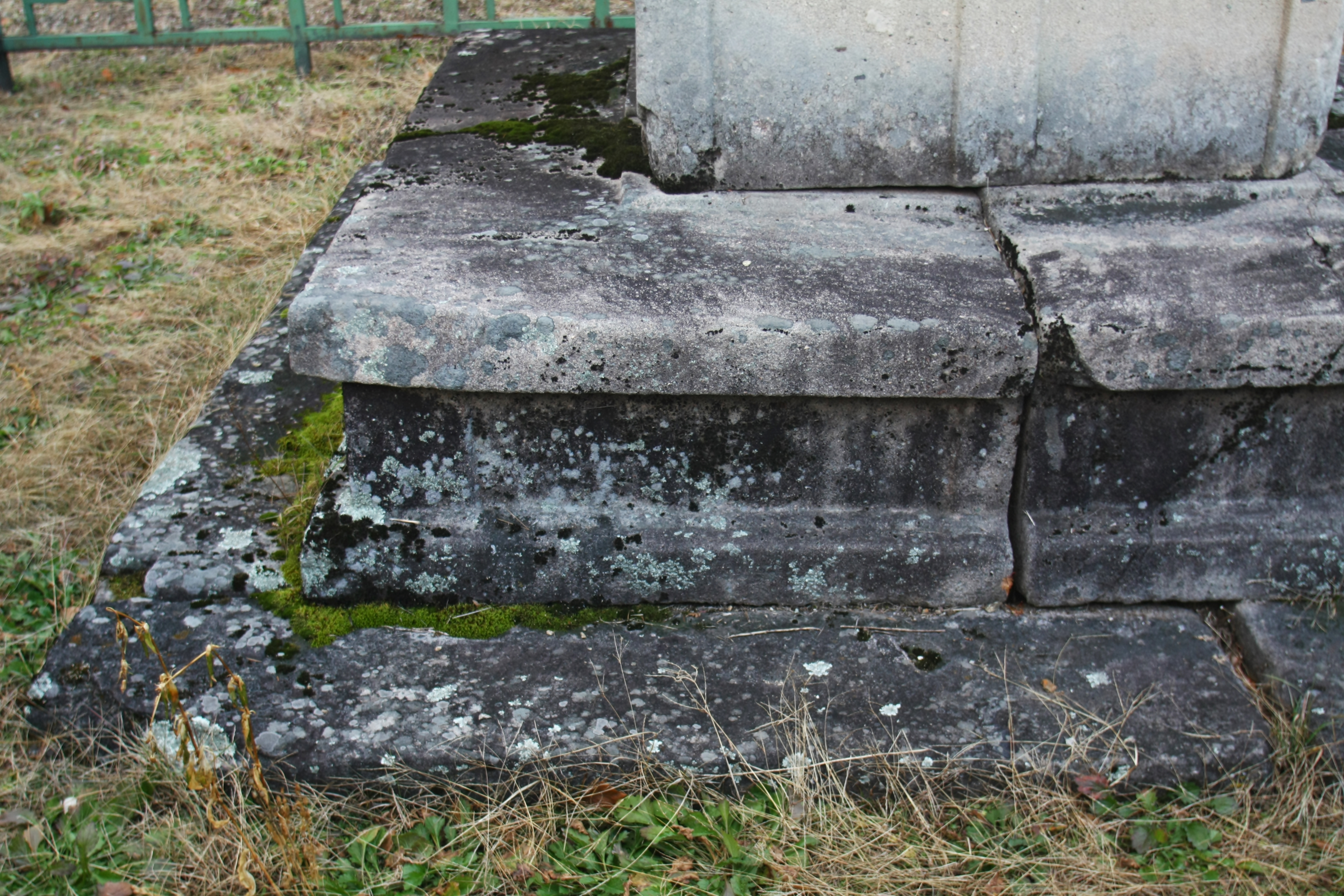
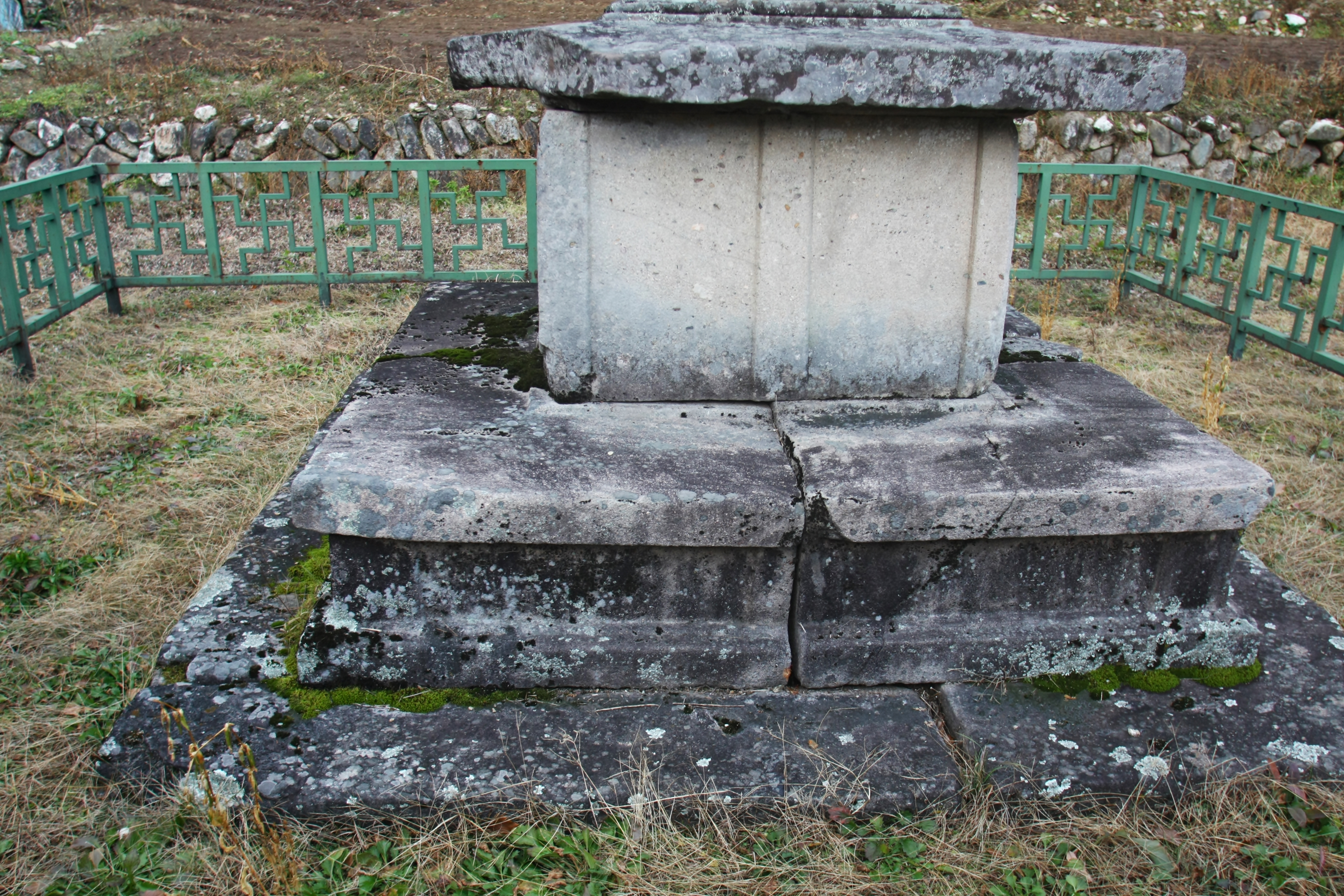

## 관련 문헌
- 영양 용화리 삼층석탑 - 국가유산청 국가유산포털